# Lymantria disparina
Lymantria disparina este o specie de molii din genul Lymantria, familia Lymantriidae, descrisă de Erich Martin Hering 1926 Conform Catalogue of Life specia Lymantria disparina nu are subspecii cunoscute.